# Contea di Lea
La contea di Lea, in inglese Lea County, è una contea dello Stato del Nuovo Messico, negli Stati Uniti. La popolazione al censimento del 2000 era di 55 511 abitanti. Il capoluogo di contea è Lovington.

## Geografia
La contea si trova nell'angolo sud-orientale dello Stato. Il territorio è prevalentemente pianeggiante.

### Contee confinanti
- Contea di Roosevelt – nord
- Contea di Cochran (Texas) – nord-est
- Gaines County (Texas) – est
- Yoakum County (Texas) – est
- Andrews County (Texas) – est
- Winkler County (Texas) – sud-est
- Contea di Loving (Texas) – sud
- Contea di Chaves – ovest
- Contea di Eddy – nord-ovest

## Storia
La contea fu creata da parti delle contee di Eddy e Chaves nel 1917 e fu chiamata così in onore di Joseph C. Lea,  primo sindaco di Roswell.

## Comuni

### Cities
- Eunice
- Hobbs
- Jal
- Lovington (capoluogo)

### Town
- Tatum

### Census-designated places
- Monument
- Nadine
- North Hobbs